# (2768) Gorky
(2768) Gorky est un astéroïde de la ceinture principale.

## Description
(2768) Gorky est un astéroïde de la ceinture principale. Il fut découvert le 6 septembre 1972 à Naoutchnyï par Lioudmila Jouravliova. Il porte le nom de Maxime Gorki. Il présente une orbite caractérisée par un demi-grand axe de 2,23 UA, une excentricité de 0,17 et une inclinaison de 6,3° par rapport à l'écliptique.

## Compléments